# 大根川 (みやま市)
大根川（だいこんがわ）は、福岡県みやま市を流れる矢部川水系の河川。

## 地理
福岡県みやま市山川町河原内（かわはらうち）に源を発し西に流れる。福岡県筑後地方南部を流れ、みやま市瀬高町太神（おおが）の釣殿宮付近で飯江川に合流する。上流から順に、九州自動車道、県道774号、国道443号、九州新幹線、県道714号と交差する。

## 橋梁
九州自動車道には大根川橋、県道774号には河原内橋がかかる。国道443号にかかる大根川橋から下流にむかって列挙すると、大根川橋、（九州新幹線橋梁）、井出本橋、曲町橋、吉原橋、村中橋、耳切橋、築切橋（県道714号）、菖蒲橋、池ノ端橋、古島橋、潟橋である。

## 河川施設
井出本橋と曲町橋の間には逆井出堰が、築切橋と菖蒲橋の間には卯ノ木堰がある。飯江川との合流箇所には大根川水門と大根川排水機場がある（北緯33度07分17.2秒 東経130度28分28.0秒 / 北緯33.121444度 東経130.474444度）。

## 河川改修事業
大根川は中流域から下流域にかけて河川勾配が緩く、1990年（平成2年）7月2日の24時間連続雨量338mm（午前9時から79mm/時を記録）という豪雨によって引き起こされた災害（浸水個数1,121戸）をはじめ梅雨時期や台風時に浸水被害が度々あったことから1995年（平成7年）より大規模河川改修事業を行っている。1998年（平成10年）に大根川水門、2000年（平成12年）に大根川排水機場が完成。大根川水門は飯江川からの逆流を防ぐため作られた。改修事業全体は平成37年度完成予定。

## 流域の自治体
福岡県
みやま市